# Purpurjakamar
Purpurjakamar (Galbula chalcothorax) är en fågel i familjen jakamarer inom ordningen jakamar- och trögfåglar.

## Utseende
Purpurjakamaren är en slank fågel med lång näbb. Fjäderdräkten varierar, från djupt kopparbrun på kroppen till glittrande guldgrön, medan huvudet skiftar från blått till grönblått. På strupen syns en strimma som är vit hos hanen och beigefärgad hos honan.

## Utbredning och systematik
Fågeln förekommer i västra Amazonområdet, från sydöstra Colombia till östra Peru (söderut till Ucayali) och österut till västra Brasilien (åtminstone till Juruá). Den behandlas som monotypisk, det vill säga att den inte delas in i några underarter.
Familjen jakamarer placeras ofta tillsammans med trögfåglarna (Galbulidae) i den egna ordningen Galbuliformes. Studier visar dock att de är relativt nära släkt med de hackspettartade fåglarna och inkluderas allt oftare i denna ordning.

## Levnadssätt
Purpurjakamaren hittas i regnskog. Där ses den vanligen sitta relativt högt upp, varifrån den ibland gör utfall för att fånga förbiflygande insekter.

## Status och hot
Arten har ett stort utbredningsområde, men tros minska i antal, dock inte tillräckligt kraftigt för att den ska betraktas som hotad. Internationella naturvårdsunionen IUCN listar arten som livskraftig (LC).